# Neaspilota viridescens
Neaspilota viridescens är en tvåvingeart som beskrevs av Quisenberry 1949. Neaspilota viridescens ingår i släktet Neaspilota och familjen borrflugor. Inga underarter finns listade i Catalogue of Life.